# La Poste (entreprise française)
Pour les articles homonymes, voir La Poste.
« Laposte » redirige ici. Pour le footballeur, voir Jacques Laposte.

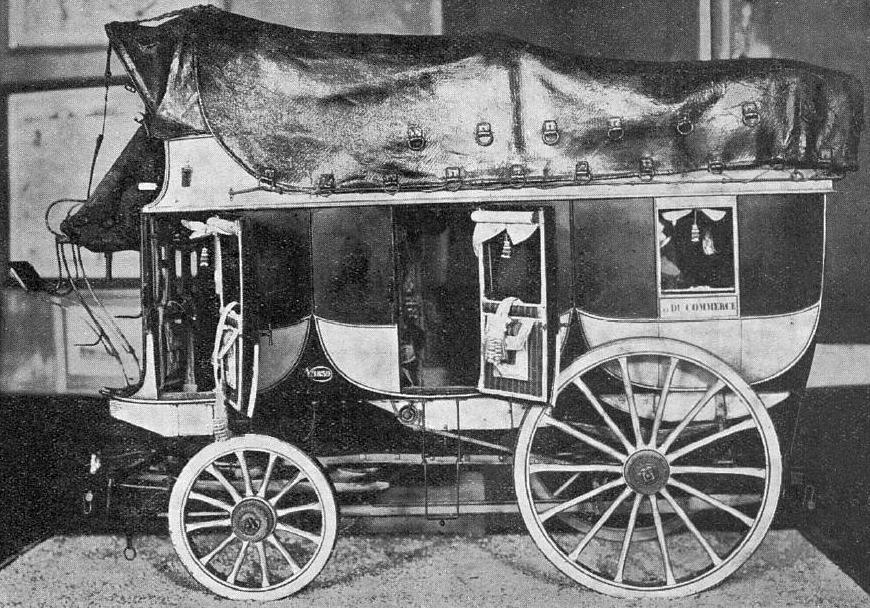
Une diligence à trois corps des Messageries du Midi et du Commerce, de 1839.

La Poste est une société anonyme française majoritairement présente en tant qu'opérateur de services postaux (courrier, colis et express), de services bancaires et assurantiels, opérateur de téléphonie mobile, fournisseur de services numériques et de solutions commerce, commerce en ligne (marketing, logistique) et de collecte et vente de données. La Poste est majoritairement détenue par la Caisse des dépôts et consignations et de manière minoritaire, par l'État français. La Poste et toutes ses filiales regroupées forment Le Groupe La Poste.
Avant l'ouverture à la concurrence du secteur postal en 2009, obligatoire au vu des directives européennes la prévoyant, La Poste avait le monopole de l’acheminement et de la distribution du courrier en France, ce qui en fait l'opérateur courrier historique. Elle est par ailleurs le premier opérateur de courrier européen. Avec ses filiales, elle est le deuxième opérateur (en chiffre d'affaires) du colis-express en Europe.
Elle devient au 1er janvier 2006 une banque de détail française, en transformant l'ancien réseau des 25 centres de chèques postaux (CCP) gérant alors les comptes chèques émis par la Poste depuis la loi du 31 janvier 1918 portant création des CCP par le ministre des PTT de l'époque, M. Clémentel. La Banque postale compte environ 12 millions de clients en 2022, mais cette clientèle est une clientèle à petits revenus et la Banque postale assume un rôle d'ordre social ; en effet, la moitié des 4,35 millions de personnes bénéficiant d'aides sociales en 2020 reçoivent leurs allocations sur des comptes détenus au sein de la Banque postale.
Les bureaux de La Poste sont de moins en moins nombreux : moins de 7000 en 2022. En effet, les agences postales communales, mises en place par certaines mairies en zone rurale et les relais-Poste assurés par des commerçants sont au nombre de plus de 10 000 à la même date, selon une estimation faite par le Sénat, lors d'un rapport publié, après la mise en place de la libéralisation des trafics postaux en France.
La loi relative à l'organisation du service public de la poste et à France Télécom du 2 juillet 1990 précise qu'au moins 90 % de la population nationale doit se trouver à une distance inférieure à cinq kilomètres, ou à moins de vingt minutes en voiture d'un point de contact de La Poste.

## Histoire

### Avant 1991

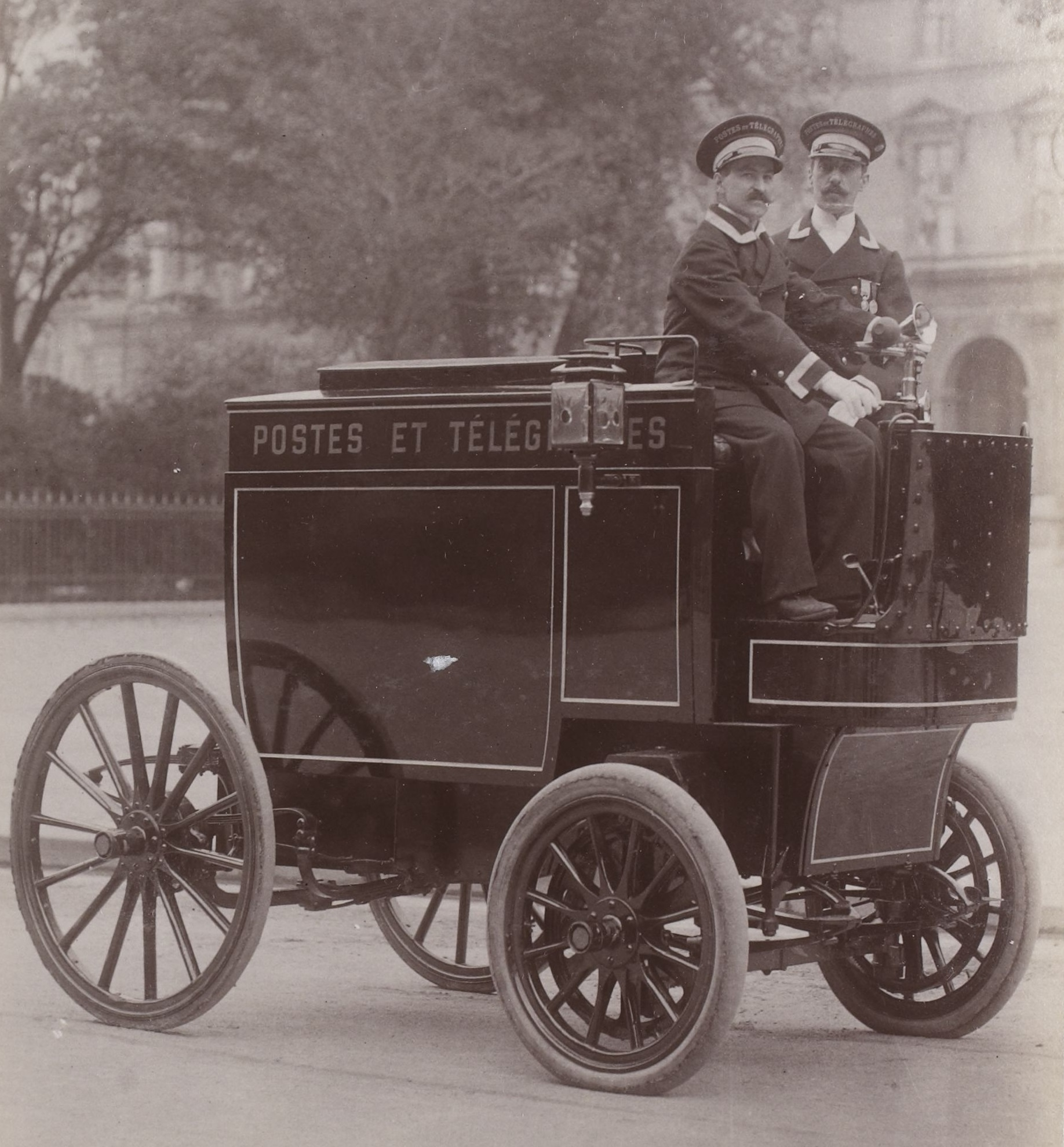
Automobile postale en 1901.

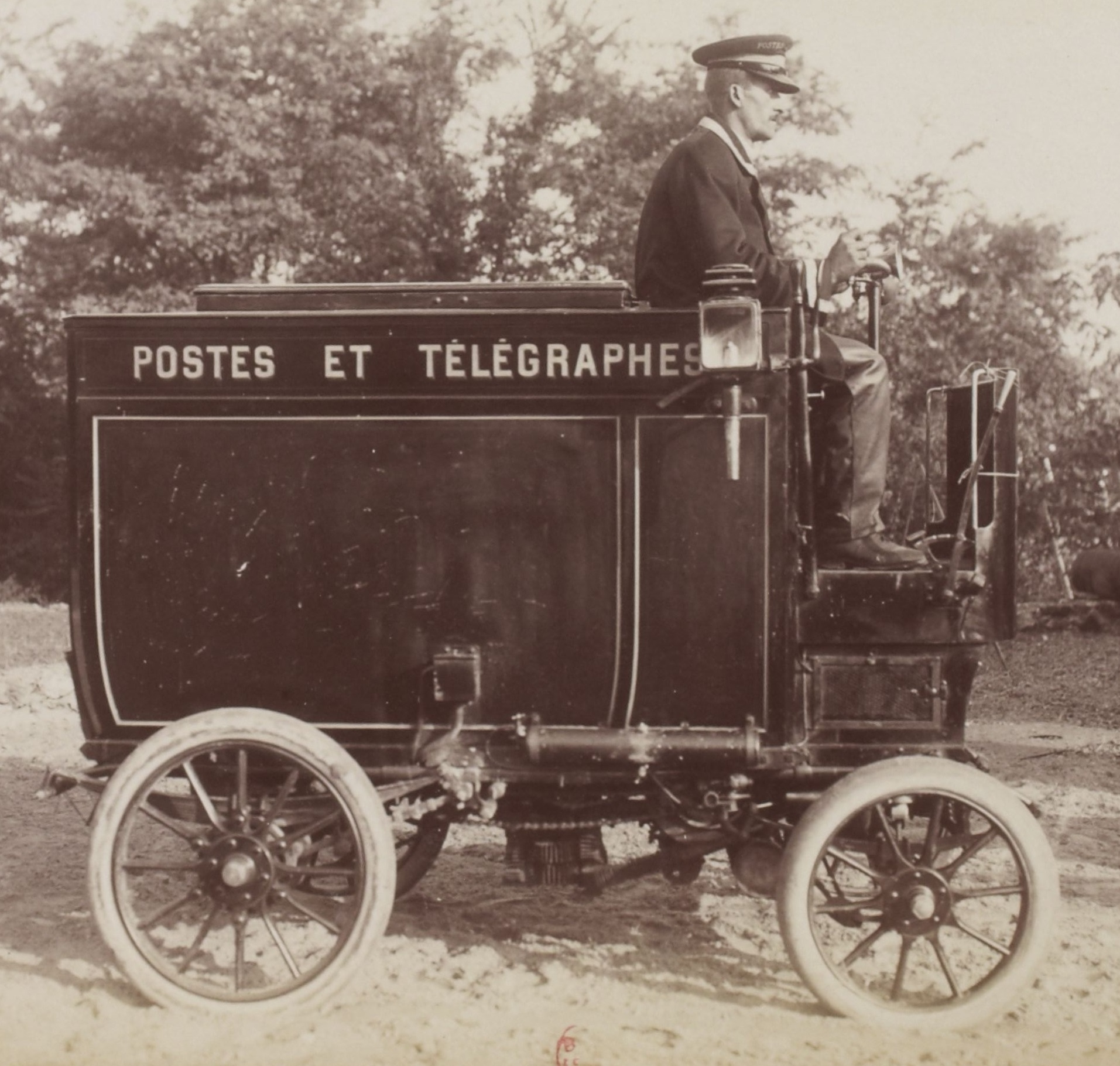
Voiture postale à l'alcool de 1901.

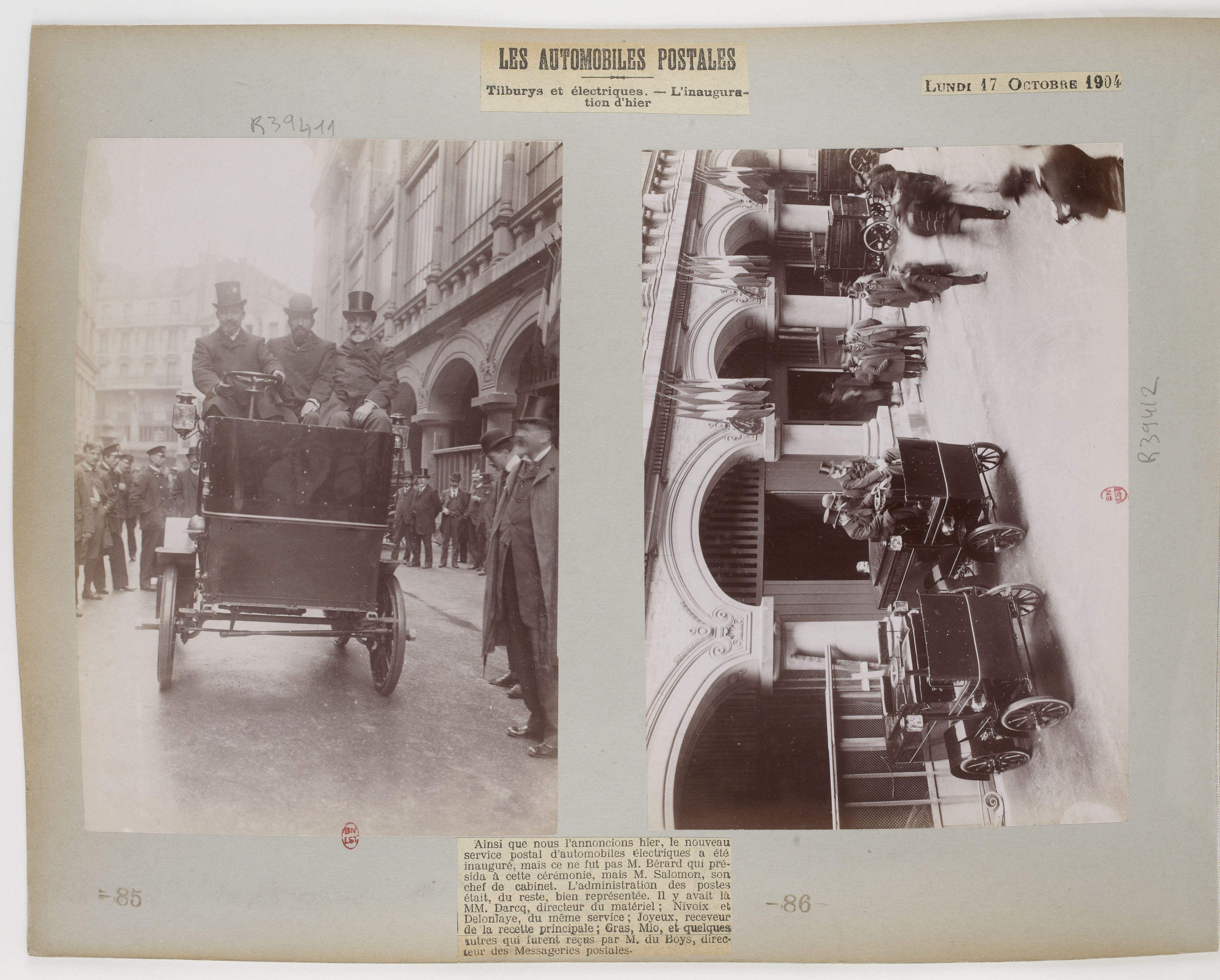
16 octobre 1904 : mise en service de Tilburys et voitures électriques par la Poste parisienne.

La Poste est issue des relais de poste créés par Louis XI en 1477 pour le transport des messages royaux et surtout des offices de messagers royaux créés en 1576 qui sont autorisés à transporter le courrier des particuliers.
C'est au début du XVIIe siècle que date l'origine de l'administration des postes en France, avec la création d'une part de la ferme générale des postes puis de la « poste aux lettres », dirigée par le surintendant général des postes. À l'époque, le port est payé par le destinataire.
Lors de la Révolution et de l'abolition des charges royales, dont celle de la « Ferme générale des postes » avec à sa tête un Surintendant Général, les postes deviennent un service réparti sur le territoire d'environ 1 400 « relais postes » composé de 16 000 chevaux assurant les liaisons entre les relais postes.
Les premiers mandats postaux, destinés à envoyer de l'argent liquide à des particuliers notamment dans les communes rurales, sont mis au point à compter de 1816.
À partir de 1849, apparaissent les premiers timbres postes en France qui portent la charge de l'affranchissement désormais à l'expéditeur des lettres.
Le service postal, organisé initialement par l'État pour sa communication interne et la transmission des ordres, des rapports, entre les différents échelons de son administration, se transforme pour devenir accessible à tous les habitants.
En 1879, l'administration des postes et celle du télégraphe, apparue après 1845, fusionnent pour former l'administration des postes et télégraphes. Les Postes, Télégraphes et Téléphones (PTT) deviennent alors un ministère de plein exercice.
La loi du 31 janvier 1918 crée le service des Comptes chèques postaux (CCP). En raison de la première Guerre mondiale, le service est très restreint et il n'existe que 3 centres de gestion. Le service est indisponible pour toutes les zones occupées par les Allemands, soit plus de 10 départements, dans l'Est et le Nord. Ce service est l'ancêtre de la Banque postale, mise au point à compter du 1er janvier 2006.
En 1941, le gouvernement de Vichy fusionne la direction de l'exploitation télégraphique et la direction de l'exploitation téléphonique qui devient alors la direction des télécommunications.
Le 10 mai 1946, un décret crée deux directions générales : la Direction générale des Télécommunications (DGT) et la Direction générale de la Poste (DGP).
En décembre 1962, le « Secrétariat du Père Noël » ouvre pour la première fois avec la complicité des postiers et la participation active de Françoise Dolto, sœur du ministre des PTT, Jacques Marette.
Le 15 juin 1970, Yves Guéna, ministre des Postes et Télécommunications, inaugure l'imprimerie des timbres-poste (devenue Philaposte en 2006) dans la zone industrielle de Boulazac, proche de Périgueux.
En 1975, est diffusée pour les titulaires de compte chèques postaux, une carte de retrait, afin de ne plus faire la queue aux guichets. Cette carte, appelée CARTE 24/24, est délivrée gratuitement et est accessible, en 1975, dans environ 660 distributeurs de billets, sur le réseau postal uniquement.
La mise en service du TGV postal débute en 1984 entre Paris et Lyon puis entre Paris et Marseille. Ce service est supprimé le 27 juin 2015, car jugé non rentable, compte tenu de la baisse continue du trafic du courrier et de la concurrence routière.
En 1985, commence à se diffuser la carte Bleue nationale, au moment où la Poste accepte de faire partie du consortium des cartes bancaires. Un an après, la Poste est diffuseuse des cartes Visa, de différents niveaux.
La Direction générale des Télécommunications prend le nom de France Télécom en 1988.
La réforme des PTT de 1990, décidée par le gouvernement Michel Rocard, sépare la Poste et France Telecom et les transforme en « exploitants publics ». Ainsi, La Poste devient une entreprise publique autonome le 1er janvier 1991.

### Depuis 1991

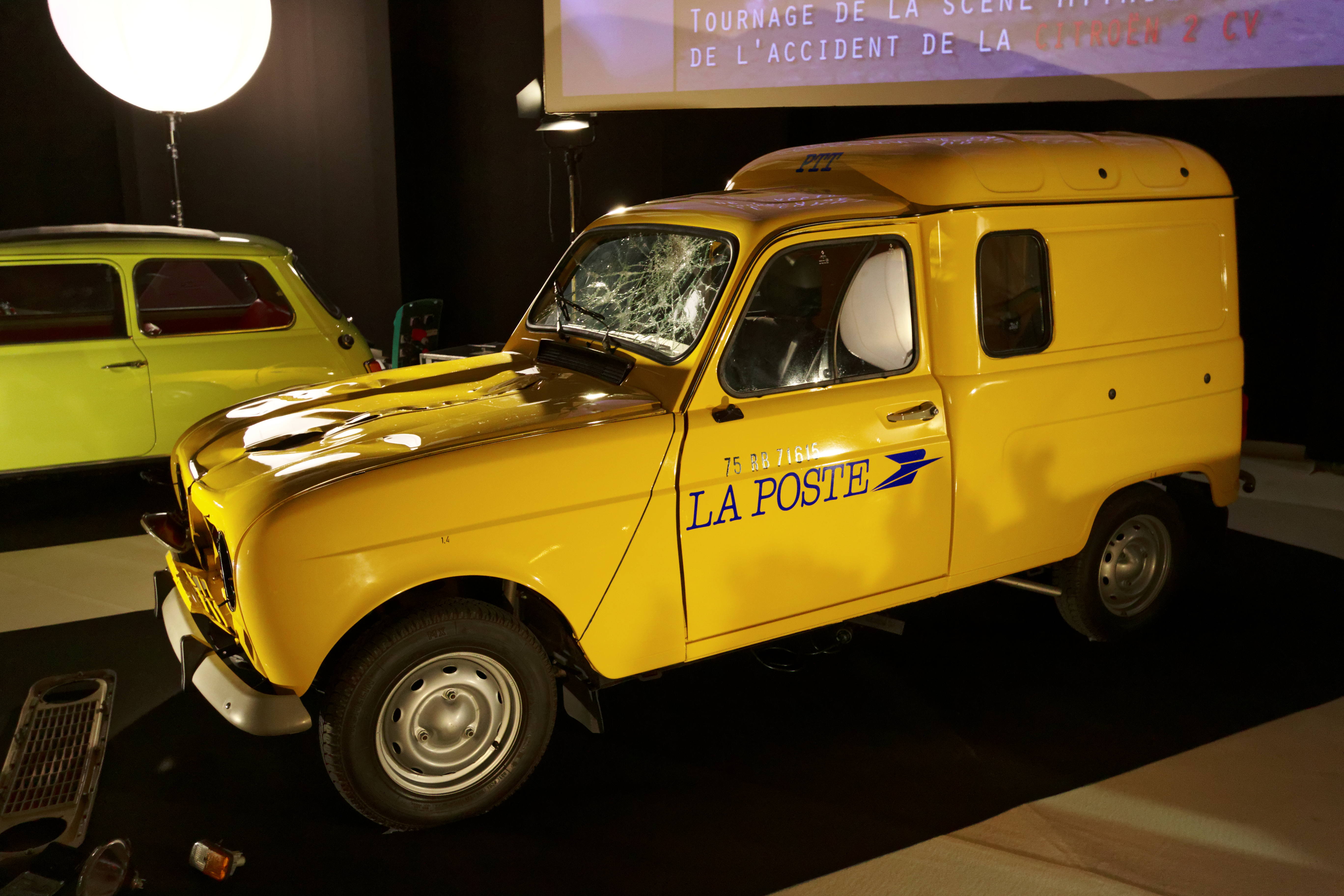
Véhicule typique des années 1980 et 1990.

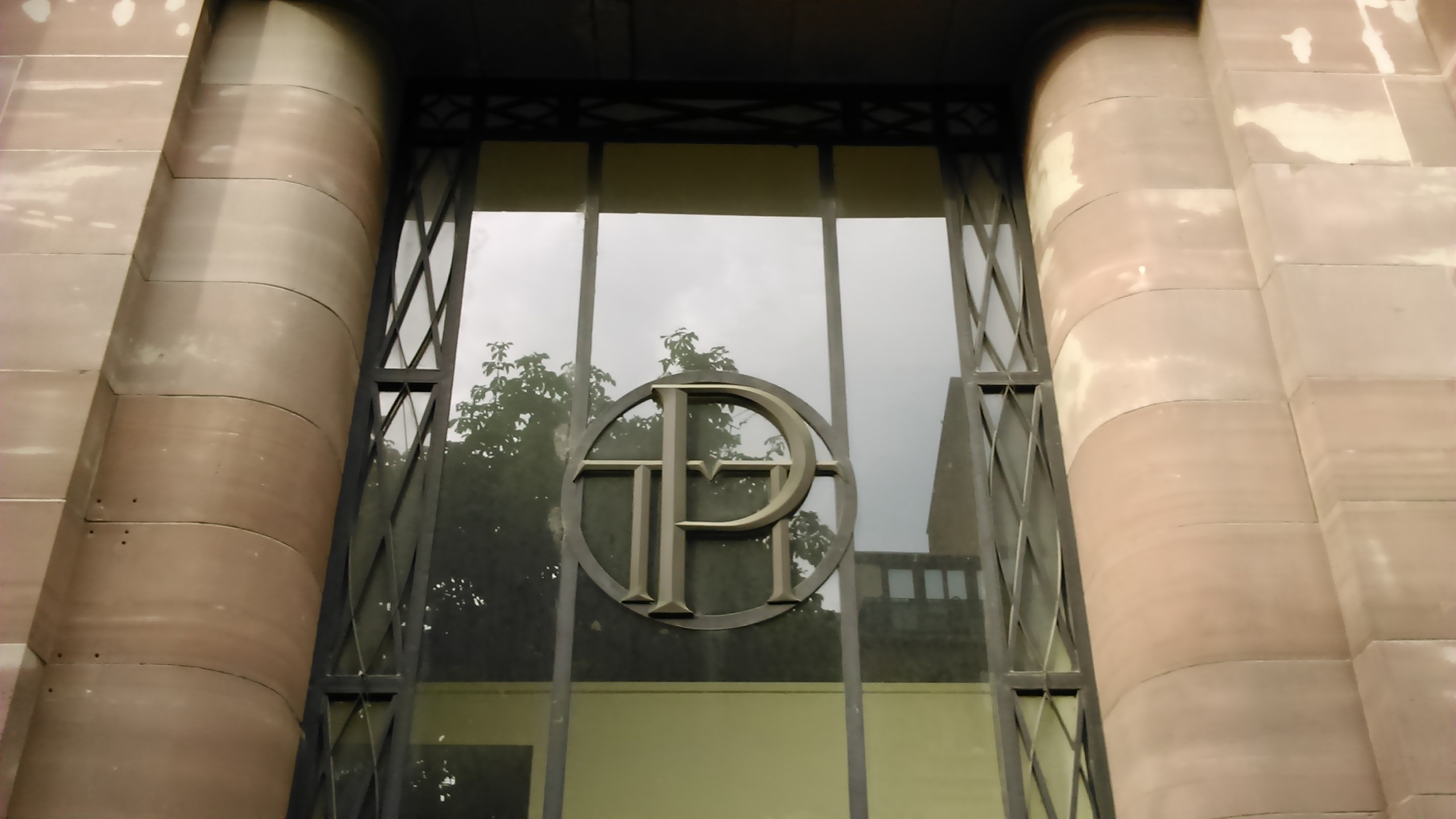
Logo des PTT sur l'Hôtel des Postes de Strasbourg.

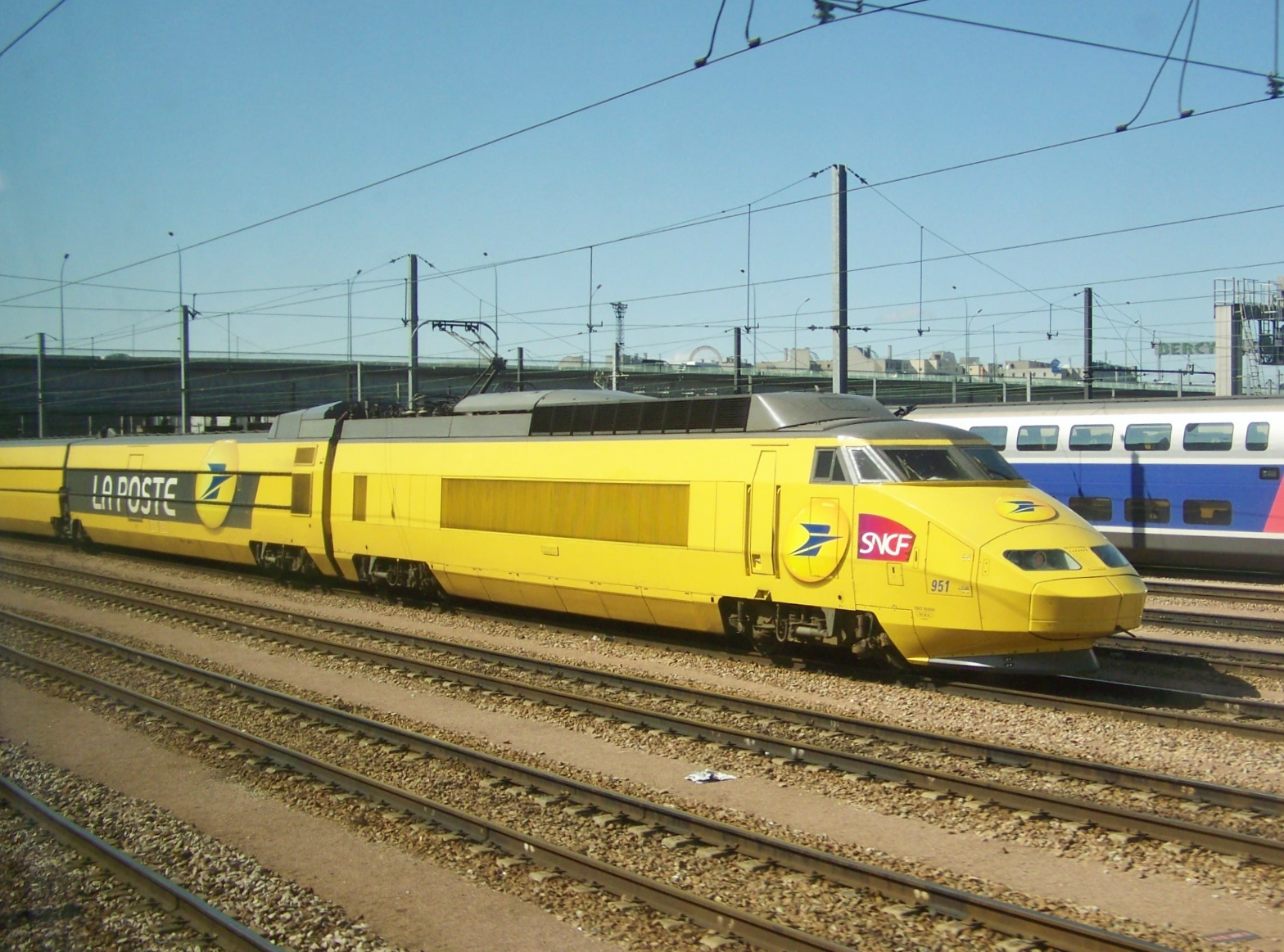
Une rame du TGV postal, en service entre 1984 et 2015.

Les décennies 1990 et surtout 2000 sont marquées par la baisse continue des volumes de courrier, dans un contexte d’ouverture à la concurrence des marchés postaux, en application des deux premières directives européennes consacrées aux activités postales de 1998 et de 2002. Suivant leur entrée en vigueur, la concurrence est d'abord ouverte en 1999 pour les lettres dont le poids est supérieur à 350 grammes, puis pour les lettres supérieures à 100 grammes en 2003. Ainsi, La Poste perd progressivement le monopole de l’acheminement et de la distribution du courrier en France jusqu'à l'ouverture à la concurrence de l'ensemble du marché postal et son changement de statut en 2010.
Depuis les années 2000, La Poste se diversifie et propose par l'intermédiaire de La Banque postale, créée le 1er janvier 2006, des services bancaires et de crédits. La Banque postale est issue de la transformation des anciens centres de chèques postaux (CCP) apparus 88 ans auparavant. En 2007, La Banque postale propose des crédits à la consommation puis, en 2011, de financer des personnes morales,.

### Changement de statut de 2010
En mars 2010, la loi relative au statut de la Poste prépare une augmentation de capital en transformant La Poste en société anonyme à capitaux publics. Elle transpose la 3e directive postale de l'Union européenne qui prévoit l’ouverture totale du marché du courrier, en 2011.
Une votation citoyenne pour La Poste, indépendante des pouvoirs publics et non reconnue légalement, est organisée fin 2009 dans 9 987 lieux de vote en France, dont de nombreuses communes rurales, ainsi que sur des marchés, dans des gares, ou devant des bureaux de poste pour s'opposer à ce projet.
Les cinq principaux syndicats des employés de l'entreprise, ayant réuni 95 % des voix lors des élections professionnelles à La Poste, sont tous opposés au projet de loi de transformation en société par actions. Ils expliquent que l'ouverture à la concurrence, entamée dans les années 1990, n'impose pas la transformation en société par actions. Ils organisent le 22 septembre 2009 une journée de grève nationale contre la transformation en société anonyme,.
Selon un sondage CSA publié le 29 septembre 2009 par le quotidien L'Humanité, 75 % des Français se seraient opposés à la privatisation de La Poste s'ils avaient participé à la « votation citoyenne ». D'après la même étude, 83 % des sondés pensent que « La Poste sera privatisée dans quelques années » si le projet gouvernemental est adopté.
Le Sénat adopte un amendement de l'Union centriste disposant que l'État restera majoritaire dans La Poste. Le Sénat adopte également cinq amendements déposés par l'opposition[Qui ?], dont deux disposant que La Poste est « un groupe unique entièrement public », ce qui suppose, d'une part, que l'État reste actionnaire unique de La Poste et, d'autre part, aucune séparation entre La Poste et La Banque postale. Cependant, le gouvernement[Lequel ?] demande une seconde délibération sur ces deux amendements, provoquant la colère de l'opposition qui dénonce un passage en force et une volonté d'ouvrir le capital de La Poste,.
En juin 2014, La Poste annonce qu'elle cesse l'exploitation du TGV postal en 2015. Elle prévoit toutefois la poursuite de l'usage du rail notamment avec le transport combiné. Les TGV postaux effectuent leurs derniers services commerciaux le 27 juin 2015.
En 2015, l'activité courrier est assurée par 90 000 agents. En 2022, l'effectif est en baisse, à environ 78 000[réf. nécessaire].

### La Poste 2015 - 2023
En janvier 2014, Philippe Wahl, devenu président-directeur général du groupe La Poste en 2013, dévoile son plan stratégique à l'horizon 2020. L'enjeu est de pallier l'impossibilité pour l'activité courrier historique de couvrir les coûts du service universel postal dès 2020.
Le plan comprend cinq projets à développer, dans les secteurs suivants :
- la transition énergétique ;
- la logistique urbaine ;
- le commerce électronique ;
- la connaissance des clients particuliers ;
- la modernisation de l'action publique.

Pour accompagner ce plan, le Groupe La Poste crée, en 2014, la branche numérique, dont la mission est d'accompagner la numérisation du Groupe La Poste et de ses activités ainsi que de soutenir l'innovation ouverte et à des fins de services publics. Pour remplir cette mission, l'Incubateur d'entreprises, Start'In Post, est créé la même année.
En 2015, La Poste se diversifie dans l'internet des objets, les services à la personne (visites aux personnes âgées, installation de la TNT, portage de médicaments...).
En juin 2016, La Poste reçoit par la loi pour la croissance, l'activité et l'égalité des chances économiques l'agrément pour faire passer l'examen du code de la route dans ses bureaux de Poste, afin de réduire les délais de passage du code de la route.
En octobre 2016, les experts des comités d'hygiène et de sécurité saisissent le gouvernement français concernant la situation de La Poste (qu'ils jugent préoccupante), et les neuf suicides et cinq tentatives qui seraient liés selon eux à la politique menée par l'entreprise,.
En 2017, La Poste ouvre la première ligne régulière de livraison de colis par drone en France.
Le 9 avril 2018, un bug informatique rend impossible toute opération dans les 7 700 bureaux de poste gérés directement par La Poste à cause d'un incident technique majeur.
Le 17 août 2018, des postiers des Hauts-de-Seine, déjà en grève depuis 145 jours, font une manifestation au palais de Tokyo devant une œuvre d'art financée par La Poste alors que ce service public continue à fermer des bureaux.
La Poste comparaît devant le tribunal de grande instance de Nanterre en mai 2019 pour « prêt de main-d’œuvre illicite » à la suite du décès en 2013 d'un employé non déclaré d’un sous-traitant du groupe, mort noyé en essayant de récupérer un colis tombé à l'eau. En juillet 2019, La Poste est condamnée pour ces faits à 120 000 € d'amende.
Le 4 mars 2020 est annoncé le rapprochement entre le Groupe La Poste et la Caisse des dépôts et consignations d’une part, et La Banque postale et CNP Assurances d’autre part, pour constituer un groupe financier public.
En juin 2021, le groupe crée un fonds de capital-investissement nommé La Poste Ventures.
En novembre 2021, La Poste ouvre un plan d'investissement de 450 millions d'euros avec pour améliorer le service de sa filiale Colissimo.
En 2021, La Poste affiche un bénéfice net de 2,1 milliards d'euros.
La Poste annonce, à compter du 1er janvier 2023, la fin du timbre rouge qui permet d'envoyer des lettres en express en un jour ouvré. Cette décision s'inscrit dans la stratégie de numérisation massive entreprise par La Poste et est justifiée par l'évolution des usages et un impact environnemental lourd.
Depuis juin 2022, La Poste confirme la fin prochaine[Quand ?] du timbre vert, qui sera remplacé par un code à huit caractères disponible en ligne. Le but de ce renouvellement de la gamme de courrier selon La Poste est de répondre aux besoins évolutifs des clients, de réduire son empreinte carbone et de maintenir le service universel postal.
En raison de la décroissance de l'utilisation du timbre rouge, qui passait de 45 envois prioritaires par an et par personne en 2010 à seulement 5 en 2021, La Poste décide de le remplacer par la e-lettre rouge. Cette lettre numérique peut être envoyée en ligne jusqu'à 20 h et sera imprimée par La Poste près du destinataire pour une distribution le lendemain. Elle coûte 1,49 € et permet aux utilisateurs de consulter leur historique de courriers en ligne. Les personnes peu familiarisées avec le numérique pourront envoyer une e-lettre rouge via un automate ou auprès d'un conseiller en bureau de poste,.

### Courrier et colis
L'activité courrier est effectuée via les filiales de la holding Sofipost composé de quatre pôles : Médiapost, Communication, Docaposte, Viapost et Asendia. En 2012, elle représente un chiffre d'affaires (CA) de 11,4 milliards d'euros. La distribution de colis est assurée, en France, par Colissimo, DPD France, Pickup Services et Stuart et est complété par la holding colis et logistique du groupe Geopost, implanté sur tout le continent européen et dans plusieurs pays du reste du monde et qui regroupe plusieurs filiales dont Chronopost, SEUR en Espagne, ainsi que la marque DPD. Leur chiffre d'affaires global en 2012, s'élève à 5,6 milliards d'euros, en progression de 7,3 %.
En 2016, Geopost représente, 26 % du CA de l'activité du groupe, dont 77 % hors de France. En Europe, la filiale de La Poste se positionne au deuxième rang de la distribution de colis derrière l'allemand DHL, sur un marché en expansion (deux milliards de colis distribués en 2010, cinq milliards en 2016).
Le Groupe La Poste, premier employeur national en tant qu'entreprise (265 000 salariés dont 90 000 facteurs, en 2013, mais 244 980 en 2021, donc en baisse),, a acheminé 15,4 milliards de plis en 2012 (et dix milliards d'imprimés publicitaires). Cette activité diminue très rapidement, passant par exemple, de 15,9 milliards de plis en 2009 à 12,9 milliards en 2015, représentant désormais moins de la moitié du chiffre d'affaires et à 7,5 milliards en 2020.
Depuis le 1er janvier 2011, la totalité de l’activité du courrier est soumise à la concurrence. Les professionnels et les particuliers choisissent librement leur opérateur postal pour leurs envois de courrier, en France comme à l’étranger.
Le réseau des bureaux de poste du groupe assure non seulement la distribution du courrier, mais aussi la commercialisation des produits du groupe (produits bancaires, assurance, téléphonie mobile…). Initialement détenus et exploités par La Poste, les 17 000 bureaux et recettes auxiliaires en 1990, répartis sur l'ensemble du territoire, comportent, fin 2014, 5 438 agences postales communales gérées par les mairies et 2 061 relais-postes gérés en partenariat avec des commerçants locaux. Ces agences communales et relais-poste proposent une petite partie des prestations initialement offertes par La Poste. En avril 2020, les bureaux de La Poste sont à peine 7 700 et les agences postales communales ainsi que les relais-Poste sont au nombre de 9 300, répartis comme suit : environ 5 000 agences postales communales et environ 4 300 relais-Poste gérés par des commerçants. En décembre 2022, les bureaux gérés en propre par La Poste sont moins de 7 000[réf. nécessaire].
La baisse significative du courrier a des conséquences économiques sur l'entreprise. En 2023, l'activité courrier de La Poste ne représentait plus que 15% du chiffre d'affaires contre près de 50% en 2010. En 2025, le chiffre est similaire avec 15% seulement du chiffre d'affaires. Malgré une diversification des activités avec la livraison de repas à domicile ou l'aide à domicile, la Cour des comptes alerte et propose de supprimer des bureaux postaux et le service journalier (6 jours sur 7). De son côté, la Poste assure que le groupe est en bonne santé.

### Activités bancaires
Le 1er janvier 2006, les services financiers de La Poste (anciens CCP créés en janvier 1918) laissent la place à une filiale à part entière : La Banque postale. Celle-ci gère, en 2017, les comptes bancaires de 10,5 millions de clients actifs et de 400 000 clients personnes morales (associations notamment) et acteurs du secteur public local. Elle propose l'ensemble des services bancaires : gestion de comptes bancaires et de cartes de crédit (Carte Bleue nationale pour environ 18 % des titulaires de comptes en 2022 et cartes VISA pour environ 82 % des titulaires de comptes), produits d'épargne et placements (y compris en Bourse), prêts immobiliers, crédits à la consommation, assurance et prévoyance. Elle est chargée d'une mission d'accessibilité bancaire par la loi de modernisation de l'économie de 2008.
La Banque Postale dégage au 31 décembre 2017 un résultat net (part du Groupe) de 764 millions d'euros, en hausse de 10,1 % par rapport au premier semestre 2016.
En juillet 2019, la banque mobile Ma French Bank, filiale à 100 % de La Banque postale, est ouverte au grand public,.

### Autres services
En août 2000, à la suite d'un accord-cadre, le groupe met en place un service proposant des adresses électroniques se terminant par @laposte.net à destination des élèves et professeurs, également ouvert au plus large public,. Depuis mai 2011, le groupe La Poste est un acteur national de la téléphonie mobile, à travers sa filiale La Poste Mobile, opérateur de réseau mobile virtuel détenu à 49 % par SFR. En 2014, La Poste Mobile dépasse le million de clients. L'entreprise française commercialise aussi des produits et services numériques tels un portail web et une boutique en ligne, ainsi qu'un service d'identité numérique et un carnet sanitaire numérique permettant notamment de collecter les données apportées par les objets connectés détenus par les particuliers. Elle développe aussi, depuis 2015, des services à la personne (visites aux personnes âgées, installation de la TNT, portage de médicaments…), et, depuis 2005, via sa filiale Poste Immo, gère un parc immobilier important : l'entreprise gère, entretient, développe et valorise un parc d’environ sept millions de m2 dont 4,2 millions de m2 en pleine propriété, représentant plus de 12 000 immeubles tertiaires, industriels et commerciaux sur l’ensemble du territoire.
En 2018, La Poste annonce le développement d'une place de marché opérationnelle en octobre 2019, pour diversifier sa gamme de produits.

## Direction du groupe

### Comité exécutif
En 2025, le comité exécutif est composé du directeur général délégué de la poste, de directeurs adjoints et d'un conseiller. Les adjoints ont des fonctions attitrées comme la gestion des finances, de la branche Grand Public et Numérique, des ressources humaines, de la présidence du directoire de la Banque Postale, de la gestion de Geopost, de la branche Services-Courriers-Colis, de la communication et de la régulation.
Le 25 juin 2025, Philippe Whal est le président du conseil d'administration et Philippe Bajou le directeur général délégué pour assurer l’intérim des fonctions de président-directeur général.

#### Présidence
La présidence de La Poste est nommé par décret en conseil des ministres, sur proposition du conseil d'administration de La Poste.
- Yves Cousquer : décembre 1990 - décembre 1993
- André Darrigrand : décembre 1993 - décembre 1996
- Claude Bourmaud : décembre 1996 - décembre 2000
- Martin Vial : décembre 2000 - septembre 2002
- Jean-Paul Bailly : septembre 2002 - juillet 2013
- Philippe Wahl : PDG depuis septembre 2013

#### Direction générale
La direction générale de La Poste assiste la présidence du Groupe La Poste, par lequel il est nommé.
- Fernand Vieilledent (janvier 1991 - décembre 1993)
- Claude Bourmaud (décembre 1993 - décembre 1996)
- Claude Viet (décembre 1996 - novembre 1997)
- Martin Vial (novembre 1997 - décembre 2000)
- Daniel Caille (avril 2001 - avril 2002)
- Georges Lefebvre - Délégué général (avril 2002 - 2012)
- Philippe Wahl : PDG depuis septembre 2013

### Conseil d'administration

#### Principales attributions
Les principales attributions du conseil d'administration sont : la définition des orientations stratégiques du Groupe, l’arrêté des comptes annuels et semestriels et l’autorisation des opérations de croissance externe et de cession, des programmes d’investissements majeurs, des conditions de l’intéressement du personnel, etc.

#### Composition du conseil d'administration
Le conseil d’administration de La Poste est composé de 21 membres :
- 11 administrateurs désignés sur proposition de la Caisse des dépôts
- 1 administrateur représentant l’État nommé par arrêté ministériel
- 2 administrateurs désignés sur proposition de l’Etat
- 7 administrateurs représentant les salariés, auxquels s’ajoutent 3 censeurs

A date du 25 juin 2025, voici les membres :
-Le comité d’audit composé comme suit : 
o Mme Guillemette Kreis, présidente ; 
o M. Olivier Mareuse ; 
o Mme. Nathalie Tubiana ; o M. Stéphane Chevet ; 
o M. Franck Haspot. 
- Le comité de la stratégie et des investissements composé comme suit : 
o M. Sébastien Soriano, président ; 
o M. Antoine Saintoyant ; 
o Mme. Corinne Lejbowicz ; 
o Mme Guillemette Kreis ; 
o Mme. Irène Baudry ; 
o M. Ruben Da Rocha ; 
o Mme. Sylvie Joseph ; 
o Mme. Isabelle Fleurence ; 
o M. Hugo Reis. 
- Le comité des nominations, des rémunérations et de la gouvernance composé comme suit : 
o M. Philippe Lemoine, président ; 
o M. Olivier Sichel ; o Mme. Guillemette Kreis ; 
o Mme. Sylvie Joseph. 
- Le comité qualité et développement durable composé comme suit : 
o Mme. Marie-Pierre de Bailliencourt, présidente ; 
o Mme. Nathalie Tubiana ; 
o M. Philippe Lemoine ; 
o Mme Isabelle Fleurence ; 
o Mme. Sylvie Joseph. 
- Le comité des missions de service public composé comme suit : 
o M. Jean-Pierre Farandou, président ; 
o Mme. Catherine Mayenobe ; 
o Mme. Irène Baudry ; 
o M. Stéphane Chevet.

##### Présidence du conseil d'administration
Le 20 janvier 2016, sur proposition du ministre de l'économie, de l'industrie et du numérique, Philippe Wahl, président-directeur général du Groupe La Poste, est nommé président du conseil d’administration de La Poste pour cinq ans. 

## Données financières
En 2022, le groupe réalise un chiffre d'affaires de 35 392 millions d'euros. Le résultat d'exploitation consolidé du groupe atteint 1 197 millions d'euros, sous l'effet conjugué des résultats de ses métiers. Le résultat net atteint 1 203 millions d'euros en 2022,.
| Année | Chiffre d'affaires | Résultat d'exploitation | Résultat net | Dette nette | Effectif |
| ----- | ------------------ | ----------------------- | ------------ | ----------- | -------- |
| 2022  | 35 392             | 1 197                   | 1 203        | 10 191      | 238 033  |
| 2021  | 34 609             | 3 431                   | 2 069        | 10 233      | 244 980  |
| 2020  | 31 185             | 3 149                   | 2 084        | 8 802       | 248 906  |
| 2019  | 25 983             | 889                     | 822          | 6 462       | 249 304  |
| 2018  | 24 699             | 892                     | 798          | 3 442       | 251 219  |
| 2017  | 24 110             | 1 012                   | 851          | 3 820       | 253 000  |
| 2016  | 23 294             | 975                     | 849          | 3 719       | 251 000  |
| 2015  | 23 045             | 875                     | 635          | 3 657       | 253 000  |
| 2014  | 22 163             | 719                     | 513          | 4 005       | 258 000  |
| 2012  | 21 658             | 816                     | 479          | 3 460       |          |
| 2011  | 21 341             | 670                     | 478          | 4 544       |          |
| 2010  | 20 939             | 784                     | 550          | 4 822       |          |
| 2009  | 20 527             | 757                     | 531          | 5 535       |          |
| 2008  | 20 829             | 886                     | 529          | 5 760       |          |
| 2007  | 20 819             | 1 285                   | 943          | 5 800       |          |
| 2006  | 20 100             | 949                     | 789          | 5 917       |          |
| 2005  | 19 274             | 777                     | 557          | 3 800       |          |
| 2004  | 18 677             | 523                     | 374          | 4 700       | 310 000  |

En 2018, les capitaux propres (part du groupe) s'élèvent à 12 014 millions d'euros, en progression de 650 millions d'euros par rapport à 2017. L'endettement net du groupe s'élève à 3 442 millions d'euros en 2018 (3 820 millions d'euros en 2017). La Poste emprunte régulièrement sur les marchés financiers internationaux et sa dette est très bien notée, en raison de son important patrimoine immobilier et de la garantie de l’État. Cette bonne notation de la dette lui permet de payer des intérêts d'un niveau très modeste.
En novembre 2017, La Poste place avec succès sa première émission de green bonds d'un montant de 500 millions d'euros et de maturité 10 ans[réf. souhaitée].

## Personnel et effectifs
Après 1991 et le changement de statut en tant qu'entreprise, La Poste ne procède plus à des recrutements classiques de fonctionnaires. Tous les nouveaux postiers ont droit à un régime de recrutement fondé sur le droit du travail.
La Poste procède aussi à compter de 1992 et 1993 à une nouvelle classification des emplois et des responsabilités où les postiers, membres de corps des catégories C, B et A qui avaient alors le statut de fonctionnaire, devaient être recasés.
Depuis 2018, les facteurs ont droit à des smartphones spécifiques appelés Facteo dont ils servent lors de leurs tournées,.
En 2019, le Groupe La Poste comptait en moyenne sur l’année 249 394 employés. Ceux-ci se répartissaient comme suit en 2018 :
- 211 603 au sein de la maison mère[69] ;
- 11 091 au sein de Médiapost ;
- 6 392 au sein de Geopost ;
- 5 093 au sein de La Banque postale ;
- 4 660 au sein de Viapost ;
- 1 104 au sein de La Poste Silver ;
- 579 au sein de La Poste Immo ;
- 176 au sein de La Poste Nouveaux services ;
- 155 dans d'autres services[68].

L’entreprise recrute 7 799 nouveaux employés en CDI, dont 4 232 facteurs et 4 800 alternants en 2019[source insuffisante]. L'entreprise comptait 52 % de femmes, dont 38 % parmi ses cadres dirigeants. Par ailleurs, La Poste employait 7 % de personnes en situation de handicap.
En juin 2019, La Poste est condamnée pour prêt de main-d’œuvre illicite à une amende de 120 000 euros par le tribunal de grande instance (chambre pénale) de Nanterre, à la suite du décès, en 2013, d'un coursier sans contrat de travail.

## Secteurs d'activités et principales filiales
Services Courrier Colis :
- Colissimo
- Geopost :
  - Chronopost
  - DPD France
  - Pôle DPD Allemagne
  - Pôle DPD Royaume-Uni
  - Pôle Seur Espagne
  - Pôle GeoPost Intercontinental
  - Stuart (acquisition en 2017, revendu en 2023 à Mutares)[73]
  - Asendia - 50 % (coentreprise avec Swiss Post)

Logistique :
- Viapost - 100 %

Marketing Communication Distribution :
- Mediapost Communication - 100 %

La Banque postale : elle-même une filiale du groupe, détenue à 100 %. Ses trois principales filiales sont des holdings :
- SCI (propriétaire des murs des centres financiers régionaux)
- CNP Assurances - 100 %
- La Banque Postale Gestion privée - 51 %
- La Banque Postale Collectivités Locales - 65 % (coentreprise avec la Caisse des dépôts)
- SF2 (holding des activités bancaires)
  - Sopassure - 50 %
  - LBP Prévoyance - 50 % (50 % avec la CNP Assurances)
  - LBP Conseil en Assurances - 100 %
  - LBP Assurances IARD - 65 %
  - LBP Assurances Santé - 65 %
  - La Banque postale Asset Management - 75 %
    - LBP SAM - 100 %

  - Tocqueville Finance - 91 %
  - LBP Financement - 65 %
  - EasyBourse - 100 %
  - LBP Crédit aux entreprises - 100 %
  - Louvre Banque Privée (ex BPE) - 100 %

Grand Public Numérique :
- La Poste Mobile
- Docaposte - 100 %
  - Pronote

Immobilier :
- La Poste Immobilier - 100 
  - SCI 44 Vaugirard - 100 %
  - SCI Tertiaire Mixte - 100 %

## Identité visuelle et slogans

### Identité visuelle
La couleur historique de La Poste est le jaune depuis les années 1960. Auparavant, les boîtes aux lettres étaient bleues et les véhicules verts. Le jaune a été choisi, car il s'agit d'une couleur voyante. Le jaune peut également symboliser la lumière et la vitesse.
Le logotype de La Poste remonte lui aussi aux années 1960 et évolué depuis 1978. Il est créé par Guy Georget et représente un oiseau stylisé (certains y voient également une fusée), il est surnommé l'oiseau postal (l'hirondelle) pour sa vitesse.

De 1960 à 1978.
Première version du logo actuel, de 1978 à 1984.
Deuxième version du logo actuel, de 1984 à 1994.
Troisième version du logo actuel, de 1994 à 2005.
Quatrième version du logo actuel, de 2005 à 2012.
Cinquième version du logo actuel, de 2012 à 2018.
Sixième version du logo actuel, de 2018 à 2022
Septième version du logo actuel, utilisée à partir de 2020.
Huitième version du logo actuel, depuis 2022 et mis en place sur Internet mi-2023. Il n'est cependant toujours pas utilisé dans les communiqués de presse.

### Slogans
- Bougez avec La Poste (1986)
- Pas de problème, La Poste est là (1990)
- La Poste, on a tous à y gagner (1995)
- Ce que l’avenir vous promet, La Poste vous l’apporte (2001)
- La confiance a de l'avenir (2003)
- Et la confiance grandit (2005)
- Faire grandir la confiance, c’est donner des ailes à chacun (2006)
- La confiance donne de l'avance (2008)
- Développons la confiance (2013)
- Simplifier la vie (2017)
- Vous simplifier la vie (2021)

### Identités visuelles des marques du Groupe La Poste

Logo de La Poste Pro de 2018 à 2022
Logo de La Poste Pro depuis avril 2023.
Logo de La Poste solutions business de 2012 à 2014.
Logo de La Poste solutions Business de 2014 à 2018.
Logo de La poste solutions business de 2018 à 2022.
Logo de La Poste solutions business depuis 2022

## Prestation du service universel postal

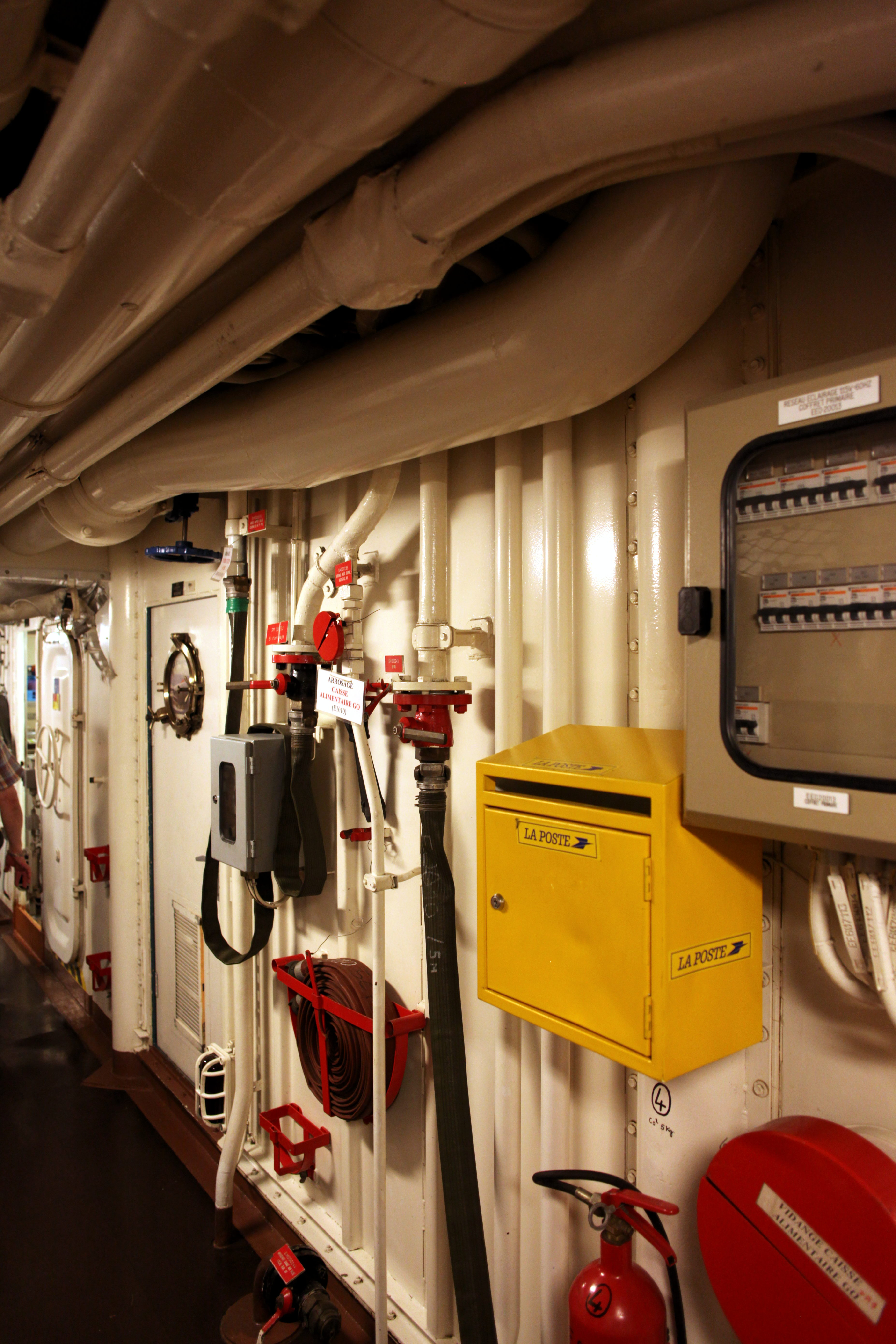
Boîte aux lettres dans une coursive de la frégate furtive Surcouf.

La Poste est prestataire du service universel postal, ce qui lui impose notamment une mission d'aménagement du territoire.
L'article 2 du code des postes et des communications électroniques prévoit que « La Poste est le prestataire du service universel postal pour une durée de quinze ans à compter du 1er janvier 2011 » et l'article 1er dispose que le « service universel postal concourt à la cohésion sociale et au développement équilibré du territoire. Il est assuré dans le respect des principes d'égalité, de continuité et d'adaptabilité en recherchant la meilleure efficacité économique et sociale. Il garantit à tous les usagers, de manière permanente et sur l'ensemble du territoire national, des services postaux répondant à des normes de qualité déterminées ». Ses automates bancaires y contribuent également.
La Poste a notamment une obligation d'accessibilité, le code des postes précisant que « les points de contact avec le public donnant accès aux prestations de service universel autres que les envois en nombre et à l’information sur ces prestations doivent permettre qu’au moins 99 % de la population nationale et au moins 95 % de la population de chaque département soit à moins de 10 kilomètres d’un point de contact et que toutes les communes de plus de 10 000 habitants disposent d’au moins un point de contact par tranche de 20 000 habitants ». Selon l'Autorité de régulation des communications électroniques et des postes (Arcep), au 31 décembre 2012, La Poste dispose de plus de 17 000 points de contacts dont moins de 7 000 gérés par elle-même, le restant étant des agences postales communales ou des relais-poste, gérés par des commerçants, effectuant certaines opérations postales, sans capacités financières. Ces points de contacts sont regroupés par le terme technocratique de « terrains » (ensemble de points en propre et en partenariat à proximité géographique les uns des autres, et qui font l’objet d’une direction commune). Les bureaux de cette zone ont une direction commune, hébergée par un bureau appelé « centre ».
Sous le contrôle de l’Arcep et en échange des « avantages immatériels[réf. incomplète] dont La Poste est susceptible de bénéficier du fait de son obligation de présence territoriale », La Poste doit contribuer à l'aménagement du territoire ; l'Arcep évalue annuellement « le coût net du maillage complémentaire permettant d’assurer la mission d’aménagement du territoire confiée à La Poste ». L’article 2 du décret n° 2011-849 du 18 juillet 2011 dispose que « le coût net de ce maillage complémentaire est égal au coût évité en son absence, diminué des recettes perdues en son absence ». Pour cela elle doit créer et entretenir un maillage dit « complémentaire » dont les points de contact, supplémentaires à ceux relevant de la contrainte d’accessibilité, satisfont les conditions détaillées par la loi ». Pour cela, La Poste doit adapter « son réseau de points de contact, notamment par la conclusion de partenariats locaux, publics ou privés, en recherchant la meilleure efficacité économique et sociale. Ce réseau compte plus de 17 000 points de contacts répartis sur le territoire français en tenant compte des spécificités de celui-ci, notamment dans les départements et collectivités d’outre-mer. […] Sauf circonstances exceptionnelles, ces règles ne peuvent autoriser que plus de 10 % de la population d’un département se trouve éloignée de plus de cinq kilomètres et de plus de vingt minutes de trajet automobile, dans les conditions de circulation du territoire concerné, des plus proches points de contact (dont en outre-mer, Andorre et à Monaco) de La Poste. » En échange, La Poste bénéficie d'abattements alimentant le fonds postal national de péréquation territoriale.

### Gestion de La Poste lors de la crise du Covid-19 en 2020
La pandémie de Covid-19 touche l'entreprise, qui maintient à peine 25 % de ses bureaux ouverts entre le 17 mars et le 11 mai 2020, alors que des postiers exercent leur droit de retrait. La distribution du courrier et des colis est particulièrement affectée pendant près de deux mois. L'entreprise est assignée en référé par le syndicat Sud-PTT, qui estime que la direction ne mettait pas tout en œuvre pour garantir la sécurité de ses agents : le tribunal juge les mesures adéquates, mais pointe l'absence d'un Document unique d'évaluation des risques professionnels.
Élus et préfets rappellent également l'entreprise à ses missions de service public. L'Alliance de la presse d'information générale indique par un communiqué « La Poste nous abandonne » et obtient un rythme accru de distribution des journaux et magazines,.
La Poste doit faire face à de nombreuses critiques, dont celle Patrick Chaize, sénateur et président de l’Observatoire national de la présence postale, pour qui « pour la première fois, La Poste a été défaillante, de façon importante et uniforme sur le territoire », alors que de nombreux distributeurs automatiques de billets (DAB) de la Banque postale n'étaient pas approvisionnés pendant environ deux mois. Le service s'améliore un peu à partir du 20 avril 2020 à la suite de la réouverture partielle d'un certain nombre de bureaux de poste et de l'augmentation des jours de distribution du courrier, qui repasse à quatre jours à compter du 21 avril puis à cinq jours en mai,.

## Engagements
Cette section ne s'appuie pas, ou pas assez, sur des sources secondaires ou tertiaires indépendantes du sujet. Le texte peut contenir des analyses inexactes ou inédites de sources primaires.
Pour l'améliorer, ajoutez-en, ou placez des modèles {{Source secondaire souhaitée}} ou {{Source secondaire nécessaire}} sur les passages mal sourcés. (octobre 2024)
La Fondation d'entreprise La Poste, créée sous l'impulsion du président de La Poste, André Darrigrand, en août 1995, soutient divers projets à vocation solidaire, à travers le prisme de l'écriture[pas clair][réf. nécessaire]. 
Le 10 avril 2010, La Poste s'engage avec le World Wide Fund for Nature (WWF) pour que toutes ses enveloppes pré-affranchies proviennent de forêts gérées durablement. 13 % du prix d'achat est reversé au WWF.
Depuis 2007, le logo de La Poste est présente sur le maillot des arbitres de football, handball, basket-ball et de rugby,. Depuis 2007, La Poste pilote le programme « Tous Arbitres », commun aux fédérations de football, rugby, handball et basket-ball.  La Poste organise ainsi les Journées de l'arbitrage chaque automne.
La Poste est partenaire[Comment ?] de la Croix-Rouge française depuis plus d'un siècle (le 11 août 1914, Raymond Poincaré, Président de la République, signa le décret autorisant l'administration postale à émettre le premier timbre à « surtaxe »)[source secondaire nécessaire].
Partenaire du Téléthon depuis 28 ans[Quand ?], La Poste soutient[Comment ?] l'Association de lutte contre les myopathies (AFM) et achemine chaque année les promesses de dons, recueillies dans soixante centres de promesses grâce à 1 000 postiers bénévoles[réf. souhaitée].
La Banque postale s'associe[Quand ?] également à la démarche du groupe en appelant aux dons[Comment ?] auprès de ses clients. En 2014, La Poste a aussi reversé à l'association le montant de tous les envois de cartes personnalisées MaCartaMoi[Quoi ?][réf. souhaitée].
En 2012, La Poste s'est engagée dans une démarche de neutralité carbone. Désormais[Quand ?], 100 % des offres des branches Services-Courrier-Colis, numérique et Geopost sont compensées. 100 % des livraisons de colis neutres en carbone[style à revoir][réf. souhaitée]. L'ensemble des 12 000 immeubles du groupe (soit environ sept millions de mètres carrés) s'approvisionnent en électricité d'origine renouvelable[réf. souhaitée].
Le 8 juin 2021, La Poste adopte la qualité d'entreprise à mission. l’entreprise affiche dès lors sa raison d’être : « au service de tous, utile à chacun, La Poste, entreprise de proximité humaine et territoriale, développe les échanges et tisse des liens essentiels en contribuant aux biens communs de la société tout entière »[réf. nécessaire]. 

## Activité de lobbying

### Auprès de l'Assemblée nationale
Le Groupe La Poste est inscrit comme représentant d'intérêts auprès de l'Assemblée nationale. Les coûts annuels liés aux activités directes de représentation d'intérêts auprès du Parlement sont compris entre 250 000 et 300 000 euros.

### Auprès des institutions de l'Union européenne
Le Groupe La Poste est inscrit depuis 2011 au registre de transparence des représentants d'intérêts auprès de la Commission européenne. Il déclare en 2015 pour cette activité trois employés à temps plein et des dépenses d'un montant compris entre 600 000 et 700 000 euros. Le Groupe La Poste est en outre client du cabinet spécialisé Athenora Consulting qui déclare engager pour lui en 2014 des dépenses de représentation d'un montant compris entre 50 000 et 100 000 euros.

### Politique de transparence
Le Groupe La Poste est adhérent de Transparency International France.